# Marcell Ozuna
Pour les articles homonymes, voir Ozuna (homonymie).
Marcell Ozuna Idelfonso (né le 12 novembre 1990 à Saint-Domingue, République dominicaine) est un joueur de champ extérieur des Braves d'Atlanta de la Ligue majeure de baseball.

## Carrière

### Marlins de Miami
Marcell Ozuna signe son premier contrat professionnel en 2008 avec les Marlins de la Floride (devenus Marlins de Miami). Au début 2013, Ozuna est classé 75e dans la liste des meilleurs joueurs d'avenir selon Baseball America. Il fait ses débuts dans le baseball majeur avec les Marlins le 30 avril 2013. Il obtient dans ce premier match son premier coup sûr au plus haut niveau, aux dépens du lanceur Jeremy Hefner des Mets de New York. Le 4 mai suivant, il frappe son premier coup de circuit, contre Cole Hamels des Phillies de Philadelphie.
Ozuna décroche en 2016 sa première invitation au match des étoiles.
En 2017, il reçoit une deuxième invitation au match des étoiles. Il maintient durant cette dernière saison à Miami une moyenne au bâton de ,312. Ses 37 circuits le placent 3e dans la Ligue nationale et ses 124 points produits au 3e rang du baseball majeur. Il remporte un premier Bâton d'argent pour ses performances offensives et un premier Gant doré pour son jeu défensif. Il reçoit aussi quelques votes au scrutin de fin d'année désignant le joueur par excellence de la Ligue nationale, prenant le 15e rang alors que son coéquipier Giancarlo Stanton reçoit l'honneur.

### Cardinals de Saint-Louis
Le 14 décembre 2017, les Marlins échangent Marcell Ozuna aux Cardinals de Saint-Louis contre 4 joueurs des ligues mineures : les lanceurs droitiers Sandy Alcantara et Zac Gallen, le lanceur gaucher Daniel Castano et le voltigeur Magneuris Sierra.